# Anna Mizikowska

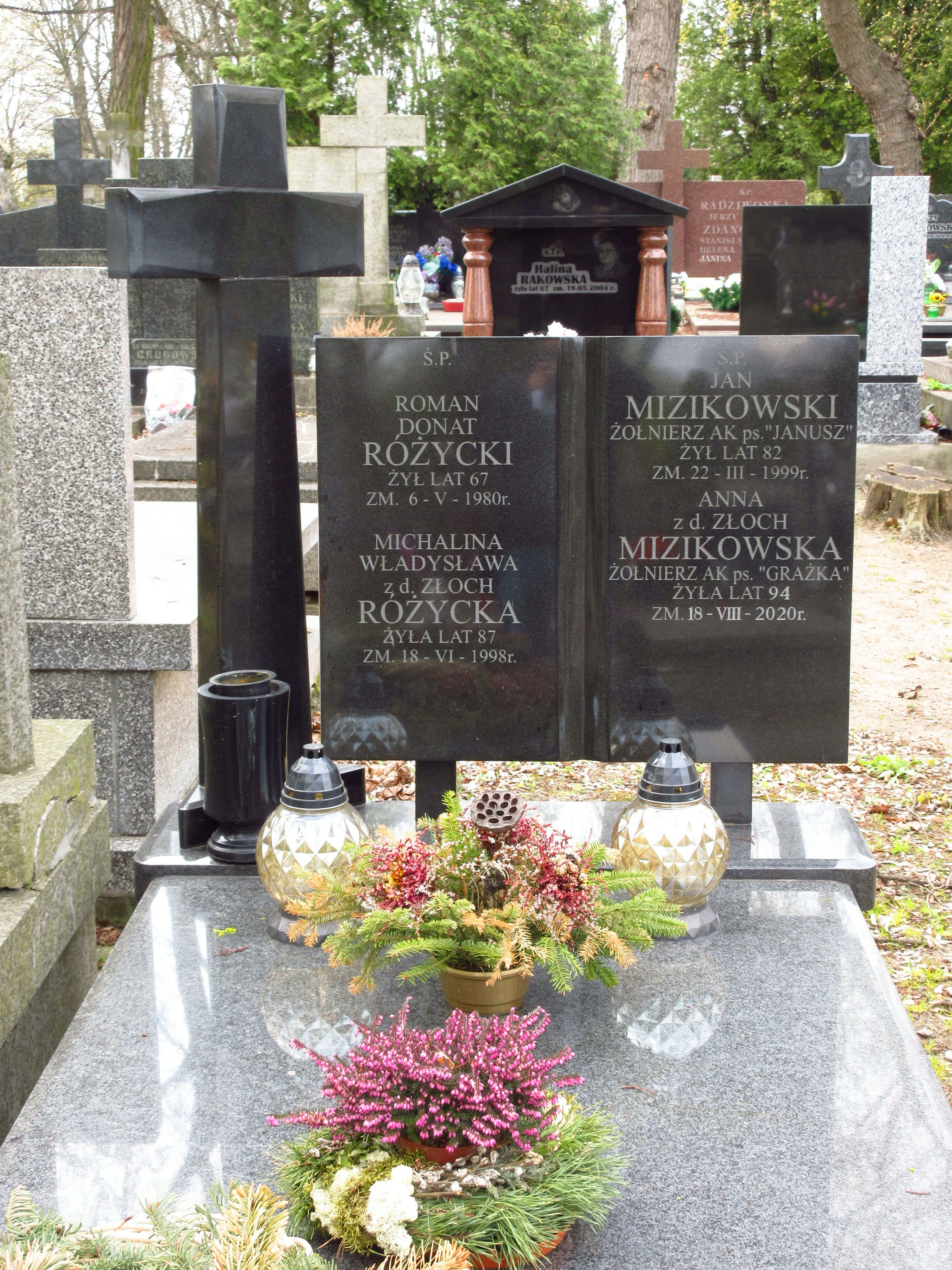
Grób major Anny Mizikowskiej na Cmentarzu Bródnowskim.

Anna Mizikowska z domu Złoch pseud. Grażka (ur. 1 lutego 1926 w Siedlcach, zm. 18 sierpnia 2020 w Warszawie) – polska nauczycielka, działaczka konspiracji niepodległościowej w czasie II wojny światowej, uczestniczka powstania warszawskiego, major WP w stanie spoczynku. 

## Życiorys
Była córką pracownika kolei Władysława Złocha i Ludwiki z domu Orzechowskiej. Przyszła na świat w Siedlcach gdzie spędziła dzieciństwo, ukończyła szkołę powszechną i przed wybuchem II wojny światowej zdążyła ukończyć pierwszą klasę w Gimnazjum Państwowym im. Królowej Jadwigi. Pod koniec 1941 przeprowadziła się wraz z rodziną do Warszawy. Początkowo należała do Szarych Szeregów jednak po aresztowaniach w szeregach organizacji i w wyniku jej reorganizacji została wcielona do Bojowej Organizacji „Wschód”. W trakcie powstania warszawskiego początkowo jej grupa utworzyła V pluton „Narocz” w składzie 1. kompanii Batalionu Parasol – Zgrupowania „Radosław” na Woli, a następnie służyła w kompanii ochrony Kwatery Głównej w Śródmieściu. 
W sierpniu 1945 została aresztowana przez funkcjonariuszy Ministerstwa Bezpieczeństwa Publicznego, a następnie
osadzona w więzieniu mokotowskim. W grudniu 1945 została zwolniona warunkowo na mocy amnestii.
Od 1980 współorganizowała struktury „Solidarności” Oświaty i Wychowania, zaś grudniu 1986  zainicjowała działalność Warszawskiej Rady Archidiecezjalnej Duszpasterstwa Nauczycieli i Wychowawców.
Pochowana na cmentarzu Bródnowskim w Warszawie (kwatera 44F-1-19).

## Wybrane odznaczenia
- Krzyż Kawalerski Orderu Odrodzenia Polski (2007)[1],
- Brązowy Krzyż Zasługi z Mieczami[1],
- Krzyż Walecznych[1],
- Krzyż Armii Krajowej (1973)[1],
- Warszawski Krzyż Powstańczy (1993)[1],
- Medal Wojska (trzykrotnie)[2],
- Medal Pro Bono Poloniae (2019)[5],
- Medal Komisji Edukacji Narodowej (1991)[1]